# Francis Younghusband
Francis Edward Younghusband, född 31 maj 1863 i Muree, Punjab, Brittiska Indien, död 31 juli 1942 i Lytchett Minster, Dorset, var en brittisk militär och upptäcktsresande.

## Biografi
Younghusband föddes i Murree i nuvarande Pakistan och uppfostrades i England. 1882 blev han kavalleriofficer, anställdes 1890 i indiska regeringens politiska departement och var 1893-94 politisk agent i Chitral. 1902-03 var han resident i Indore och 1904 blev han brittisk kommissarie i Tibet samt 1906-09 resident i Kashmir. 1919 valdes han till president i Royal Geographical Society.
1886 företog Younghusband en resa genom Manchuriet och 1887 en färd från Peking förbi Kalgan och Hohhot tvärs genom
Gobiöknen till Altai, därifrån genom Dzungariets ökenstäpper till Hami, vidare förbi Turfan, Karachar och Kashgar till Jarkand samt därifrån mot söder över det gamla Mustagpasset vid Dapsang till Kashmir.
1889-91 företog han flera forskningsresor i Pamirs högland samt riktade kunskapen därom i hög grad. En sammanhängande skildring af sina tioåriga resor i det inre Asien, vilka förskaffade honom Londons geografiska sällskaps guldmedalj, utgav han 1896 under titeln The heart of a continent: A narrative of travels in Manchuria, across the Gobi desert, through the Himalayas, the Pamirs and Chitral 1884-94.
Han var 1895 Times’ korrespondent vid Chitral-expeditionen, som han skildrade i Relief of Chitral (1896), besökte 1896-97 Transvaal och Rhodesia och skrev därom i South Africa of today (1898).
Younghusband var 1904 politisk ledare för den brittiska militärexpeditionen till Tibet, som framträngde till Lhasa och tvingade tibetanerna till ett för England förmånligt fördrag mot rysk inblandning där.
Han har utgett ett arbete om Kashmir (1909), India and Tibet (1910) och Within: thoughts during convalescence (1912).